# Hôtel de Pontalba
O Hôtel de Pontalba é uma mansão localizada na 41 Rue du Faubourg-Saint-Honoré no 8.º arrondissement de Paris, França. Serve, atualmente, como residência oficial da embaixador dos Estados Unidos na França.

## História
Em 1710, Henri François d'Aguesseau, chanceler da França, adquiriu um lote de terra que incluiu o local atual do Hôtel de Pontalba. Dez anos depois, ele construiu uma casa, e a casa passou por uma série de proprietários. A baronesa Micaela Almonester de Pontalba, recém-nascida em Nova Orleães, comprou a propriedade em 1836 e, em 1842, demoliu a casa de Aguesseau e encomendou ao arquiteto Louis Visconti para projetar uma casa mais nova para o local.
A construção da mansão terminou em 1855. A baronesa de Pontalba ocupou a mansão até sua morte em 1874, sobre a qual foi dito aos herdeiros que venderam a propriedade ao barão Edmond de Rothschild em 1876. Barão de Rothschild contratou Felix Langlais substancialmente Renovar, ampliar e embelezar a residência, deixando apenas o portão original e os portais intactos, mas seguindo grande parte do plano em planta em forma de H.
Durante a Segunda Guerra Mundial, a mansão, então detida pelo barão Maurice de Rothschild, foi requisitada pela Alemanha Nazi como um clube de oficiais da Luftwaffe. Após a guerra, foi alugado para o Força Aérea Real, e depois para os Estados Unidos. Em 1948, o governo americano comprou o prédio, principalmente para o Serviço de Informações dos Estados Unidos. Esses escritórios foram transferidos para a embaixada dos Estados Unidos em Paris, uma vez que a restauração foi concluída em 1971 durante o mandato do embaixador Arthur Watson. O edifício tornou-se a residência oficial do embaixador